# Нашвілл (Індіана)
Нашвілл (англ. Nashville) — місто (англ. town) в США, в окрузі Браун штату Індіана. Населення — 1256 осіб (2020).

## Географія
Нашвілл розташований за координатами 39°12′39″ пн. ш. 86°14′42″ зх. д. / 39.21083° пн. ш. 86.24500° зх. д. (39.210962, -86.244914).  За даними Бюро перепису населення США в 2010 році місто мало площу 2,63 км², з яких 2,62 км² — суходіл та 0,01 км² — водойми. В 2017 році площа становила 3,67 км², з яких 3,65 км² — суходіл та 0,01 км² — водойми.

## Демографія
Згідно з переписом 2010 року, у місті мешкали 803 особи в 359 домогосподарствах у складі 167 родин. Густота населення становила 305 осіб/км².  Було 412 помешкання (157/км²).
Расовий склад населення:
| - 98,1 % — білих - 0,4 % — чорних або афроамериканців - 0,2 % — корінних американців - 0,1 % — азіатів |

До двох чи більше рас належало 0,5 %. Частка іспаномовних становила 0,7 % від усіх жителів.
За віковим діапазоном населення розподілялося таким чином: 14,7 % — особи молодші 18 років, 45,3 % — особи у віці 18—64 років, 40,0 % — особи у віці 65 років та старші. Медіана віку мешканця становила 59,7 року. На 100 осіб жіночої статі у місті припадало 69,4 чоловіків;  на 100 жінок у віці від 18 років та старших — 63,9 чоловіків також старших 18 років.
Середній дохід на одне домашнє господарство  становив 58 103 долари США (медіана — 39 280), а середній дохід на одну сім'ю — 79 835 доларів (медіана — 53 875). За межею бідності перебувало 21,8 % осіб, у тому числі 36,2 % дітей у віці до 18 років та 12,5 % осіб у віці 65 років та старших.
Цивільне працевлаштоване населення становило 556 осіб. Основні галузі зайнятості: освіта, охорона здоров'я та соціальна допомога — 29,9 %, мистецтво, розваги та відпочинок — 26,6 %, науковці, спеціалісти, менеджери — 10,1 %, роздрібна торгівля — 9,2 %.